# Newsteadia floccosa
Newsteadia floccosa är en insektsart som först beskrevs av De Geer 1778.  Newsteadia floccosa ingår i släktet Newsteadia och familjen vaxsköldlöss. Arten är reproducerande i Sverige. Inga underarter finns listade i Catalogue of Life.